# Comecrudo
Los comecrudos, también conocidos como carrizos, fueron un grupo étnico del Noreste de México y el sur de Texas, concentrados geográficamente en la cuenca del río Bravo. Tenían en común las lenguas comecrudas, de las cuales eran hablantes.
Lo que hoy se conoce sobre los carrizos proviene casi exclusivamente del Diario de viaje de la Comisión de Límites (1827), redactado por los miembros de la expedición científica encabezada por el general Manuel Mier y Terán, enviada por el gobierno de México para explorar y delimitar las regiones fronterizas del noreste del país. Durante su paso por la región al norte del actual estado de Nuevo León, los comisionados tuvieron un encuentro directo con un pequeño grupo de indígenas carrizos, cuyas costumbres, lengua, salud, vida cotidiana y cosmovisión fueron descritas con detalle.
Los carrizos del pueblo de Mamulique, en el municipio de Salinas Victoria, se encontraban asentados en una cañada, estratégicamente resguardada por cerros, lo cual les ofrecía protección contra los vientos fríos del invierno. Este asentamiento, sin embargo, no era permanente, sino estacional: usualmente, durante la primavera, los carrizos se trasladaban hacia el Río Sabinas, lugar habitual para su actividad pesquera.
En 1886, el etnólogo Albert Samuel Gatschet encontró algunas familias de carrizos que todavía hablaban su lengua materna. A partir de sus anotaciones, el pueblo comecrudo se pudo clasificar como un grupo coahuilteco, aunque no hablaban la lengua coahuilteca.

## Origen del nombre
La palabra "comecrudo" proviene del español y su significado literal es "comedor de carne cruda". Los españoles también empleaban el término "carrizo" para designar de manera general a los grupos que hablaban las lenguas comecrudas. Por otro lado, los propios comecrudos se autodenominaban estok, vocablo que significa "persona" o "indígena". Sin embargo, en cuanto al exónimo en español, algunos miembros del pueblo manifestaron a Gatschet su preferencia por el término "comecrudo".

## Historia
La primera cita que hace referencia a los comecrudos es la siguiente:
A causa de su reconocimiento en 1747. La principal fuente información del delta del Río Grande vino de un líder Comecrudo, el Capitán Santiago, que claramente se reconoció como líder de otros grupos de la zona. Capitán Santiago convocó a otros indios mediante el uso de señales de humo, y cerca de doscientas familias de indígenas llegaron al campamento de Escandón, que parece haber estado en algún lugar cerca de Matamoros moderna. Escandón obtiene del Capitán Santiago los nombres nativos de treinta grupos indígenas que dijeron estar viviendo a lo largo de la parte baja del Río Grande, dieciséis grupos al sur del río y catorce al norte de la misma. Los Comecrudos fueron aparentemente más numerosos que los demás grupos de la zona del delta (del Río Grande) y parecían haber vivido muy cerca de la costa del golfo del río.
En 1749, se estableció la misión de San Joaquín del Monte, a pocos kilómetros de la antigua villa de Reynosa, y en 1750 los comecrudos fueron uno de los seis grupos indígenas que se asentaron en la zona o en sus alrededores. José de Escandón reportó una población de 149 individuos comecrudos, y afirmó que habían nacido y vivido en la ribera sur del río Bravo.
Durante las décadas siguientes, especialmente después de 1770, diversos documentos continuaron registrando la presencia del pueblo en la región. Incluso cuando en 1802 la villa de Reynosa fue trasladada río abajo a la Loma de San Antonio, la mayoría de los comecrudos permaneció en el sitio original, unos tres kilómetros río arriba de la actual Reynosa.

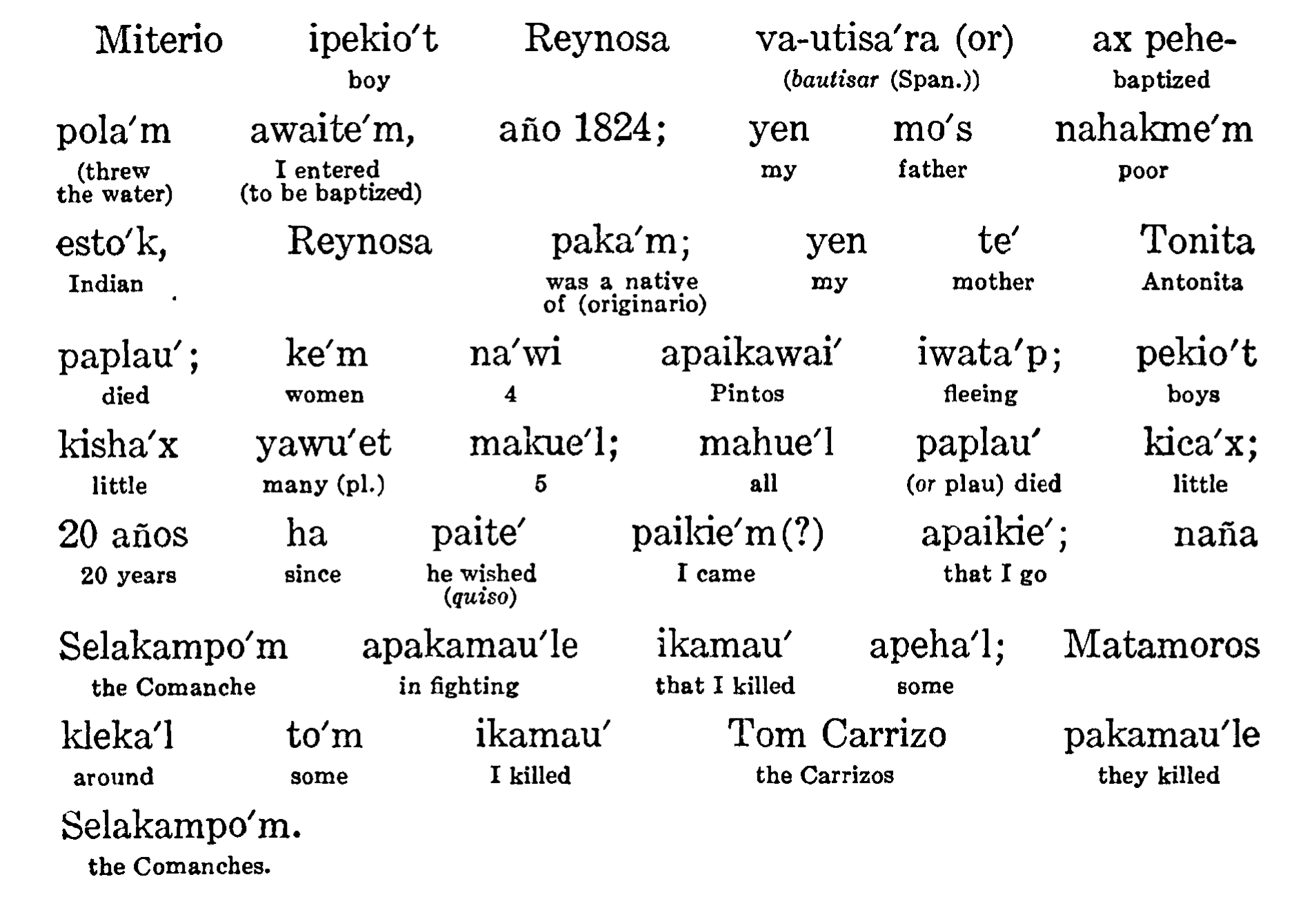
Relato breve escrito en carrizo narrando la situación de guerra con los comanches.

Los carrizos mantuvieron prolongados conflictos con los comanches, quienes representaban una amenaza constante por sus incursiones armadas desde las Grandes Llanuras. Estas guerras formaron parte importante de la memoria colectiva de este y otros pueblos de la región que, a pesar de hablar lenguas distintas, compartían alianzas defensivas y relaciones pacíficas entre sí. La enemistad común con los comanches fortaleció los lazos interétnicos y consolidó un sentido de solidaridad regional frente a esta fuerza invasora.
En 1886, entre 30 y 35 comecrudos vivían cerca de Charco Escondido, Tamaulipas. Su último jefe electo, Marcelino, falleció en 1856. Los kiowas capturaban a algunos comecrudos, a quienes conocían como el "pueblo descalzo". Posteriormente, los comecrudos fueron reconocidos como la tribu coahuilteca más abundante al norte de Tamaulipas, cuya cultura no desapareció, sino que quedó oculta en la sociedad y en algunas familias de forma hereditaria.
A pesar de siglos de desplazamiento y olvido, los descendientes de los pueblos comecrudos, como la Nación Carrizo Comecrudo del Sur de Texas (en carrizo, Estok Knax), siguen activos en la defensa de su identidad. Esta comunidad lucha por el reconocimiento oficial, la recuperación y preservación de su lengua y cultura, y la protección de sus territorios y sitios sagrados, reafirmando su existencia como un pueblo originario vivo y con memoria.

## Lengua
Las lenguas comecrudas formaban un tronco lingüístico indígena compartido por numerosas comunidades a lo largo del río Bravo, desde Laredo hasta su desembocadura, lo que evidencia una notable extensión geográfica y afinidad lingüística entre diversos grupos étnicos de la región. Aunque a principios del siglo XIX muchos adultos carrizos también hablaban español con fluidez y varias mujeres habían dejado de utilizar su idioma originario, el recuerdo de su lengua seguía presente, conservado en palabras, expresiones y en la memoria colectiva del grupo. A pesar del proceso de desplazamiento lingüístico, esta lengua nativa continuaba siendo un rasgo distintivo de su identidad, reconocida como un vínculo profundo con su territorio, su historia y sus pueblos vecinos.

## Condiciones de vida
Su vestimenta y condiciones materiales revelaban una situación de extrema pobreza. Los hombres, cuando no estaban desnudos, usaban frazadas maltratadas; las mujeres vestían con túnicas o enaguas hasta la rodilla, también en mal estado. Sus cuerpos solían estar adornados con pinturas y tatuajes. No poseían viviendas fijas, sino chozas improvisadas hechas con hojas de palma y ramas, formando pequeñas agrupaciones conocidas como rancherías.
Su subsistencia se basaba en una combinación de caza, pesca, recolección, mendicidad y, ocasionalmente, robo de animales menores en tiempos de necesidad. Los hombres solían salir a cazar animales, mientras que las mujeres se encargaban de recolectar frutos, raíces y plantas silvestres. A pesar de solicitar tierras para cultivar, personas ajenas al pueblo señalaban que rara vez las trabajaban efectivamente. Su fisionomía también fue objeto de observación por parte de los viajeros. Los describieron como personas de piel cobriza, delgados, con escasa barba y, en muchos casos, de rostro que les parecía "afeminado".
La comunidad sufría de enfermedades infecciosas, particularmente sífilis, la cual era común entre ellos. Para tratarla, utilizaban remedios tradicionales, como infusiones de cenicilla, sauz verde y preparados a base de mahuacata como purgante. Existían mujeres parteras dentro del grupo, pero los partos eran peligrosos y las muertes maternas eran frecuentes.

## Religión y creencias
El grupo se identificaba a sí mismo como "cristiano", ya que todos estaban bautizados. Algunos llevaban rosarios al cuello, y no era raro oírles decir que eran "indios cristianos". Esta adopción del cristianismo no necesariamente indicaba una conversión profunda, pero sí evidenciaba una integración parcial a las estructuras religiosas de la Nueva España. A pesar de su marginación, los carrizos mantenían una cosmovisión propia. En su interacción con el entorno hispanomexicano, los carrizos hacían una interesante distinción étnico-cultural entre mexicanos: a los del norte o del interior del país los llamaban "americanos", mientras que a los del sur o de las costas los llamaban "españoles", lo cual revela un punto de vista propio sobre la diversidad interna de México, diferenciado de la perspectiva oficial.

## Cultura material y armas
En el ámbito de las herramientas y armas, los carrizos combinaban elementos tradicionales con otros introducidos por el contacto con el mundo hispano. Portaban arcos y flechas elaborados con materiales del entorno, que seguían siendo su principal instrumento para la caza. Las puntas de flecha eran probablemente de piedra o metal reciclado, aunque también disponían de fusiles de fuego, lo que indica un acceso ocasional a armas de origen europeo, ya fuera por comercio, intercambio o botín. Estas armas de fuego eran rudimentarias, pero se usaban con habilidad. En demostraciones ante exploradores, algunos carrizos mostraban puntería notable tanto con el arco como con el fusil, lo que sugiere una continuidad en el entrenamiento y la práctica de técnicas de cacería y defensa.
Además de sus armas, poseían objetos utilitarios básicos, como cueros, calabazas y bolsas de tejido vegetal, empleados para transportar agua, alimentos o instrumentos. Carecían de animales de carga como caballos, pero mantenían una relación cercana con los perros, que eran numerosos en sus campamentos. Estos animales probablemente cumplían funciones de compañía, guardia y cacería menor. La cultura material de los carrizos estaba, en suma, ligada a su entorno natural y a su estilo de vida itinerante, mostrando una síntesis entre prácticas ancestrales y recursos adoptados de sociedades vecinas.